# Louis Albert Necker
Louis Albert Necker, född den 10 april 1786 i Genève, Schweiz, död den 20 november 1861 i Portree, Skottland, var en  schweizisk kristallograf. Han är mest känd för att ha skapat den optiska illusionen Neckers kub.

Neckers kub till vänster, omöjlig kub till höger.

## Biografi
Necker var son till Jacques Necker, professor i botanik vid Genèves universitet, brorson och namne till statsmannen Jacques Necker, och Albertine Necker de Saussure, båda med irländsk ursprung.
Som tonåring var Necker fascinerad av de ossianska legenderna och lärde sig lite gaeliska. Han studerade geologi i Genève och skickades sedan till Edinburgh University i Skottland där han studerade kemi från 1806 till 1808.

## Karriär
År 1810 blev Necker professor i naturfilosofi i Genève och publicerade många artiklar om ett brett spektrum av vetenskapliga ämnen. Vintern 1839-40 tillbringades i Portree, där han avslutade sitt stora arbete med europeisk geomorfologi, Etudes Geologiques dans les Alpes.
Han återvände till Skottland 1841 och bosatte sig på Isle of Skye, där han bodde hos familjen Cameron på Bosville Terrace i Portree. Necker var kalvinist och bodde gärna hos en frikyrkofamilj. Hans vetenskapliga intressen vände sig till astronomi och en studie av Aurora Borealis. Åren 1843 och 1845 fick han sällskap av sin vän glaciologen James Forbes. Tillsammans gjorde de den första exakta kartan över Cuillin Hills.
Han tillbringade senare delen av sitt liv med bergsbestigning och samling av ornitologiska exemplar. Han avled i Portree den 20 november 1861 och begravdes bredvid familjen Cameron på kyrkogården i Portree.